# Émile Jaques-Dalcroze
Pour les articles homonymes, voir Jacques.
Émile Jaques-Dalcroze, né le 6 juillet 1865 à Vienne en Autriche et mort le 1er juillet 1950 à Genève en Suisse, est un musicien, compositeur, pédagogue et chansonnier suisse. Il est en particulier le créateur de la méthode qui porte son nom, la rythmique Jaques-Dalcroze.

## Biographie

### Famille et études
Originaire de Sainte-Croix dans le canton de Vaud en Suisse, Émile-Henri Jaques est né à Vienne en 1865. Il est le fils de Jules Jaques, représentant en horlogerie, et de Julie Jaunin, d’Yverdon, professeur à l’école Pestalozzi. Son oncle Émile Jaques (1826-1880) était violoniste et pianiste. Les deux frères Jaques descendent de trois générations de pasteurs, d’une famille de Sainte-Croix mentionnée dès 1397.
La famille s’étant installée à Genève dès 1875, il y poursuit sa scolarité et étudie au conservatoire et à l'université. Il étudie ensuite à Paris l'art dramatique avec Talbot et la musique auprès de Lavignac. Il poursuit ses études musicales à Vienne auprès d'Anton Bruckner, puis de nouveau à Paris avec Léo Delibes, Mathis Lussy (1828-1910) et Gabriel Fauré (cours à la Comédie-Française).
Déjà durant ses années d'études, il avait révélé des dons certains de créateur, produisant de nombreuses compositions.
Émile Jaques adopte le patronyme de Jaques-Dalcroze vers 1886-1890. Le 26 décembre 1899 à Genève, il épouse la cantatrice italienne Maria-Anna Starace, de son nom d’artiste Nina Faliero, ils ont un fils : Gabriel (1909-1993).

### Enseignement

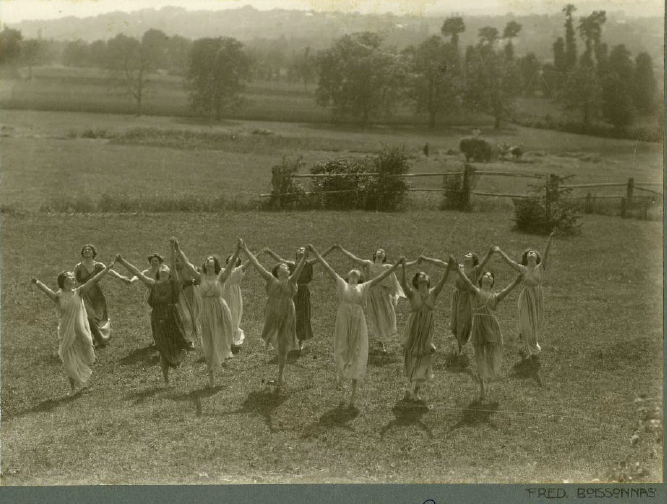
Exercices en plein air au Grand-Saconnex en 1909.

En 1886, il est nommé chef d'orchestre au théâtre d'Alger, et s’initie à la musique arabe.
Entre 1892 et 1910, il enseigne au Conservatoire de musique de Genève. La pédagogie prend alors peu à peu une place prépondérante dans ses préoccupations. Constatant les lacunes de ses élèves dans le domaine du rythme, il imagine un mode d'enseignement « par la musique et pour la musique », prenant en considération la perception physique de la musique : la rythmique, fondée sur la musicalité du mouvement et l’improvisation. Il s'intéresse aux rapports existant entre musique et mouvement, notamment par les interactions « temps – espace – énergie ». Son approche est au cœur de nombreuses démarches artistiques (musique, danse, théâtre…), mais aussi thérapeutiques (psychomotricité, handicap).
Grâce notamment à ses élèves de Hellerau Mary Wigman, initiatrice de la « danse libre », et Marie Rambert, fondatrice des Ballets du même nom, la danse contemporaine a noué très tôt des liens étroits avec la rythmique. Contemporain de Rudolf Laban, qui s'associa à une autre de ses étudiantes, Suzanne Perrottet, Jaques-Dalcroze a influencé également les chorégraphes allemands des années 1920 et 1930, les Ballets russes, ainsi que Jarmila Kröschlová, et de nombreux autres.

### Festspielhaus Hellerau

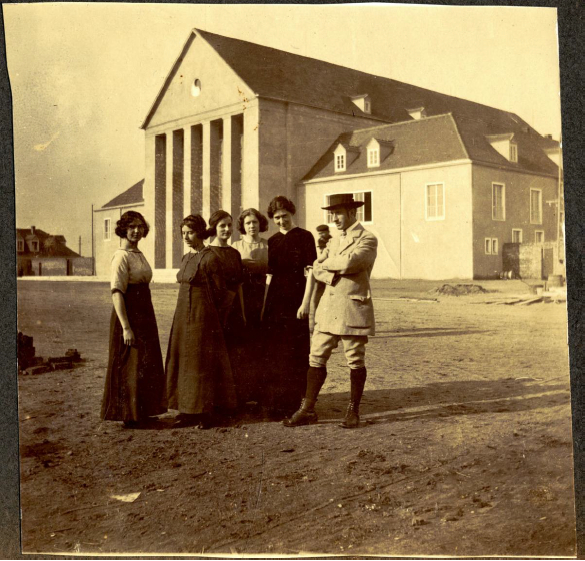
Élèves devant le Festspielhaus Hellerau en 1911.

Dès 1910, Jaques-Dalcroze développe ses recherches pédagogiques et artistiques dans la cité-jardin de Hellerau, près de Dresde, où des mécènes, Karl Schmidt (de), Wolf Dohrn (de) et Harald Dohrn, lui ont édifié un institut, la Rhythmische Bildungsanstalt Hellerau, et un théâtre, le Festspielhaus Hellerau.
En 1912 et 1913, des spectacles pionniers basés sur la scénographie révolutionnaire d'Adolphe Appia et les éclairages d’Alexandre de Salzmann, bouleversent les codes de l’art scénique et drainent toute l'intelligentsia européenne : ballets russes de Serge de Diaghilev, George Bernard Shaw, Arthur Honegger, Paul Claudel, Constantin Stanislavski, Le Corbusier, Max Reinhardt, Georges Pitoëff ou Ernest Ansermet, pour ne citer qu'eux.
Après avoir visité l’Institut de Hellerau, Diaghilev engagea − en la personne de l’élève et collaboratrice de Jaques-Dalcroze Marie Rambert − une professeure de rythmique à l'influence décisive entre autres sur la chorégraphie, par Vaslav Nijinski, du fameux Sacre du printemps d’Igor Stravinsky.
Émile Jaques-Dalcroze décède le 1er juillet 1950 à Genève. Sa tombe se trouve au cimetière des Rois à Genève.

## Distinctions
Officier de la Légion d'honneur (1929), docteur honoris causa des Universités de Chicago (1937), Lausanne (1945), Clermont-Ferrand (1948) et Genève (1948), Prix de musique de la Ville de Genève (1947), bourgeoisie d'honneur de Genève (1924) .

## Œuvres

### Compositions

#### Voix et piano
- Chansons populaires romandes
- Chansons romandes
- Chansons d'enfants, opus 42
- Chansons rustiques
- La chère maison
- Les Propos du Père David la Jeunesse, opus 57
- La Ronde du petit agneau bêlant
- Premières rondes et enfantines, opus 34
- New Children's Songs and Dances, opus 37

#### Grandes œuvres vocales
- Le Bonhomme Jadis
- Festival vaudois
- Le Jeu du Feuillu, évoquant la fête genevoise du Feuillu[9].
- Les Jumeaux de Bergame
- Sancho
- La Veillée, suite pour chœur, soli et orchestre (1891/95)

#### Musique orchestrale
- Janie
- Nocturne, pour violon et orchestre, opus 49
- Concerto pour violon no 1, opus 50
- Concerto pour violon no 2

#### Musique de chambre
- 2 Pièces, pour violon et piano, opus 2
- Suite, pour violoncelle et piano, opus 9
- Canzonetta, pour violon et piano, opus 11
- Rythmes de danse, pour quatuor à cordes
- 3 Morceaux, pour violoncelle et piano, opus 48
- Fantasia appassionata, pour violon et piano, opus 53
- Sérénade, pour quatuor à cordes, opus 61

#### Piano
- 12 Danses
- 20 Caprices et études rythmiques

### Méthodes et exercices
- Exercices pratiques d'intonation
- 12 Kleine melodische et rhythmische Studien, pour le piano, N. Simrock, Berlin, 1913.
- 16 Plastische Studien, pour le piano, Simrock, Berlin, 1913.
- 20 Caprices and Rhythmic Studies, pour le piano, Augener, Londres, 1920.
- 50 Études miniatures de métrique et rythmique pour le piano, Senart, Paris, 1923.
- 10 Mehrstimmen Gesänge ohne Worte zu plastischen Studien, Simrock, Berlin.
- 3 Vocalises, Heugel, Paris.
- 6 Exercices pratiques d'intonation, Foetisch, Lausanne.
- 6 Jeux rythmiques pour enfants et adolescents pour le piano, Heugel, Paris.
- 6 Petites Pièces en rythmes alternés pour piano, Foetisch, Lausanne.
- Esquisses rythmiques pour piano, Foetisch, Lausanne.
- Exercices de disordination pour le piano, Enoch, Paris.
- La Jolie Musique, jeux et exercices pour les tout petits (chant), Huguenin, Le Locle.
- Marches rythmiques, chant et piano, Foetisch, Lausanne.
- Métrique et rythmique, 200 études pour piano, Lemoine, Paris.
- Moderne Tonleiterschule (avec R. Ruynemann), Chester, London.
- Petites pièces de piano avec instruments à percussion, Enoch, Paris.
- Rythmes de chant et de danse, piano et chant, Heugel, Paris.

### Écrits
- Vorschläge zur Reform des musicalischen Schulunterrichts, Gealto Hugurich, 1905.
- La Rythmique (2 volumes), Foetisch, Lausanne, 1906 (réédité en 1918).
- La Portée musicale, Foetisch, Lausanne.
- Les Gammes et les tonalités, le phrasé et les nuances (3 volumes), Foetisch, Lausanne, 1907.
- La Bonne Chanson, in «Gazette Musicale de la Suisse Romande», Genève, 1er novembre 1894.
- La Plastique animée, Foetisch, Lausanne.
- La Respiration et l'innervation musculaire, Foetisch, Lausanne, 1907.
- La Rythmique appliquée à l'étude du piano, Lausanne, 1918.
- Le Rythme, la musique et l'éducation, Paris, 1920 (réédité en 1935, et de nouveau en 1965 par Foetisch à Lausanne). Version allemande (Rhythmus, Musik et Erziehung) publiée en 1922 à Bâle par Benno Schwabe.
- Souvenirs, Notes et critiques, Attinger, Neuchâtel, 1942.
- La Musique et nous. Notes de notre double vie, Éditions Perret-Gentil, Genève, 1945.
- Notes bariolées, Jeheber, Genève, 1948.

### Monographies
- James Lyon, Jaques-Dalcroze, le chantre de la joie, coll. Presto, Infolio, Gollion, 2024.
- (fr + en) Silvia Del Bianco (éd.), Sylvie Morgenegg (éd.) et Hélène Nicolet (éd.), Pédagogie, art et science : L'apprentissage par et pour la musique selon la méthode Jacques-Dalcroze : actes du congrès de l'Institut Jaques-Dalcroze, 2015, Genève, Librairie Droz, coll. « Musique » (no 251), 2017, 258 p. (ISBN 978-2-600-05824-7)Contributions en français ou en anglais avec résumés dans les deux langues.
- Claire Kuschnig (dir.) et Anne Pellois (dir.), Le rythme, une révolution ! : Émile Jaques-Dalcroze à Hellerau, Genève, Slatkine, 2015, 288 p. (ISBN 978-2-8321-0706-5)
- Jacques Tchamkerten, Émile Jaques-Dalcroze, compositeur, Genève, La Baconnière, coll. « Belles pages de la Bibliothèque de Genève » (no 13), 2014, 54 p. (ISBN 978-2-940462-16-2)
- Mary Brice, La rythmique Jaques-Dalcroze dans les écoles primaires genevoises : une approche didactique, Genève, 2014, 371 p. (lire en ligne)Thèse de doctorat, université de Genève, faculté de psychologie et des sciences de l’éducation (FAPSE).
- Tetsuko Kuroyanagi (trad. du japonais), Totto-Chan, la petite fille à la fenêtre [« Madogiwa no Totto-chan »], Paris, Presses de la Renaissance, coll. « Pocket jeunes adultes » (no 1788), 2006, 286 p. (ISBN 978-2-266-16786-4)
- Mary Brice, Pédagogie de tous les possibles : la Rythmique Jaques-Dalcroze à la lumière de la théorie des Intelligences Multiples du professeur Howard Gardner, Drize (Genève), Papillon, 2003, 156 p. (ISBN 2-940310-17-3)
- Jacques Tchamkerten, Émile Jaques-Dalcroze : catalogue thématique des mélodies, chansons, chœurs et rondes enfantines, Drize (Genève), Papillon, 2000, 372 p. (ISBN 978-2-906223-96-7)
- Alfred Berchtold, Émile Jaques-Dalcroze et son temps, Genève, L'Âge d'Homme, coll. « Poche Suisse » (no 184), 2000, 233 p. (ISBN 2-8251-1354-9, lire en ligne)
- Jean-Claude Mayor, Rythme et joie avec Émile Jaques-Dalcroze, Chapelle-sur-Moudon, éd. Ketty & Alexandre, 1996, 141 p. (ISBN 2-88114-047-5)
- Frank Martin, Écrits sur la Rythmique et pour les rythmiciens, les pédagogues, les musiciens, Drize (Genève), Papillon, 1995, 90 p.
- Silvia Del Bianco, Vers une application des principes dalcroziens à l'enseignement du piano : Mémoire pour l’obtention du diplôme de la méthode Jaques-Dalcroze, 1987, 36 p. (lire en ligne)
- Marie-Laure Bachmann, La Rhythmique Jaques-Dalcroze : une éducation par la musique et pour la musique, Boudry, La Baconnière, 1984, 458 p. (ISBN 2-8252-0976-7)
- Elizabeth Vanderspar, Manuel Jaques-Dalcroze : principes et recommandations pour l'enseignement, Genève, Diffusion Institut Jaques-Dalcroze, 1984, 74 p.
- Frank Martin, Tibor Dénes et al., Émile Jaques-Dalcroze : L'homme, le compositeur, le créateur de la rythmique, Neuchâtel, La Baconnière, 1965, 595 p.
- Hélène Brunet-Lecomte, Jaques Dalcroze : Sa vie - son œuvre, Genève, Paris, Jeheber, 1950, 291 p.

### Articles, exposés et conférences
- Martine Jaques-Dalcroze, « La rythmique comme école de la liberté », Passé simple, vol. 50,‎ décembre 2019, p. 2-7.
- Jacques Tchamkerten, « Trajectoire d’un compositeur romand », Passé simple, vol. 50,‎ décembre 2019, p. 8-11.
- Adalberto Maria Riva, « Retour en grâce. Les compositions de l’artiste retrouvent la scène et le succès après des décennies de purgatoire », Passé simple, vol. 50,‎ décembre 2019, p. 12-13.
- Marie-Laure Bachmann, Les Fondements théoriques de la rythmique Jaques-Dalcroze à l'appui de l'identité du rythmicien : Exposé du 13 novembre 1985 (…), février 1986, 16 p. (lire en ligne [PDF])
- Marie-Laure Bachmann, Trois conférences : Le rôle de la musique dans l'appréhension des notions de temps et d'espace (Genève, 1995) – La Rythmique Jaques-Dalcroze : son application à des enfants d'âge préscolaire (et scolaire) (Athènes, 1996) – Émile Jaques-Dalcroze et son héritage (Bienne, 1996), février 1986, 10+11+10 (lire en ligne [PDF])
- La Revue de Belles-Lettres, 1952, no 3 consacré à Émile Jaques-Dalcroze.
- René Jasinsky, in La Revue de Belles-Lettres, 1950, no 6, p. 22-28.
- Henri Stierlin-Vallon, « Émile Jaques-Dalcroze, père de la musique romande », in Revue musicale, no 188, janvier-février 1939, Paris.
- La Revue de Belles-Lettres, 1935, no 4, p. 1-21 consacrées à Jaques-Dalcroze.
- Émile Jaques-Dalcroze, sa vie et son œuvre, Genève, Association Jaques-Dalcroze, 1935, 4 folios.
- Patrie suisse, 1894, no 14, p. 105.

## Archives
Fonds Emile Jaques-Dalcroze (1821-1963) [22 mètres linéaires, correspondances, œuvres, partitions, articles, conférences, textes d'émissions radiophoniques, études, cours, interviews, écrits].  Cote : CH-000007-9 CH BGE Ms. mus. 581-722, 724-1252; Non catalogué (2016/32). Genève : Bibliothèque de Genève (présentation en ligne).
Certains documents sont numérisés et consultables en ligne dans la base de données des manuscrits et archives privées de la Bibliothèque de Genève.